# Stromatoneurospora
Stromatoneurospora is een geslacht van schimmels dat behoort tot de familie Xylariaceae. De typesoort is Stromatoneurospora phoenix.

## Soorten
Volgens Index Fungorum telt het twee soorten (peildatum mei 2023):
| Soortnaam                        | Auteur(s)                      | Publicatiejaar |
| -------------------------------- | ------------------------------ | -------------- |
| Stromatoneurospora elegantissima | (Rick) S.C. Jong & E.E. Davis  | 1973           |
| Stromatoneurospora phoenix       | (Kunze) S.C. Jong & E.E. Davis | 1973           |